# Recado
Il recado è una mistura di spezie e peperoncini tipica della cucina messicana e diffusa soprattutto nella Penisola dello Yucatán. Principalmente impiegato come condimento per carne e pesce grigliato, esso si distingue in quattro varietà: recado rojo, recado negro, recado verde e recado de bistec.

## Ingredienti
Gli ingredienti base del recado sono aglio, peperoncino, cipolle, pepe nero, cannella, cumino e chiodi di garofano, sebbene possano essere aggiunte altre spezie che variano a seconda della regione. Queste misture possono essere impiegate per condire le carni cucinate con metodo pibil, le quali vengono marinate nel recado, avvolte in foglie di banana e poi arrostite.

## Varianti
- Il recado rojo è caratterizzato da un colore rosso dato dall'annatto, che è il suo ingrediente principale. Vengono aggiunti masa, succo di arancia, pepe nero, chiodi di garofano, pimento, cumino, cannella, peperoncino in polvere, origano, aglio e sale.[3]
- Il recado negro ha un colore scuro e ha un sapore molto forte. Contiene peperoncini, cipolle, aceto, aglio, origano, ammanto e foglie di alloro.[4]
- Il recado verde include le pepitas (semi di zucca) e viene usato più come base per altre salse invece che come condimento.[1]
- Il recado de bistec ha un colore verde scuro dal sapore non troppo dolce ed è usato per l'arrosto. È composto da aglio, cipolle, chiodi di garofano, cumino, pimento, prezzemolo, sale e aceto.[5]

### A Porto Rico
A Porto Rico è diffuso un condimento chiamato recaito usato come base per i locali soffritti. Contiene olio di oliva, cipolle, coriandolo, aglio, foglie di recao e peperoncino aji dolce.